# حرب ليفونيا
الحرب الليفونية (1558 - 1583) خيضت من أجل السيطرة على ليفونيا القديمة الواقعة حالياً في أرضي إستونيا ولاتفيا عندما حاربت روسيا القيصرية تحالفاً متفاوتةً من الدنمارك-النرويج، ومملكة السويد، واتحاد (لاحقاً كومنولث) دوقية لتوانيا الكبرى ومملكة بولندا.
بين عامي 1558 و1578، هيمنت روسيا على المنطقة بنجاحات عسكرية مبكرة في دوربت (تارتو) ونارفا. قاد الحل الروسي للاتحاد الليفوني إلى الصراع مع بولندا لتوانيا في حين تدخلت السويد والدنمارك بين عامي 1559 و1561. تأسست استونيا السويدية رغم الغزو الروسي المستمر وشراء فريديريك الثاني ملك الدنمارك لأسقفية أوسل فيك القديمة، التي وضعها تحت سيطرة شقيقه ماغنوس دوق هولشتاين. أراد ماغنوس توسيع ممتلكاته الليفونية لتأسيس مملكة ليفونيا التابعة لروسيا، والتي ظلت موجودة اسمياً حتى اعتزال ماغنوس السياسة سنة 1576.
في عام 1576، أصبح ستيفن باتوري ملك بولندا وكذلك دوق لتوانيا الأكبر، وحول بنجاحاته مجريات الحرب لصالحه بين عامي 1578 و1581، بما فيها الهجوم السويدي البولندي اللتواني المشترك في معركة فندن. وأعقب ذلك حملة موسعة عبر روسيا بلغت ذروتها بحصار بسكوف الطويل والصعب. بموجب هدنة يام زابولسكي عام 1582، التي أنهت الحرب بين روسيا وبولندا لتوانيا، فقدت روسيا جميع ممتلكاتها السابقة في ليفونيا وبولوتسك لصالح بولندا ولتوانيا. في العام التالي، وقعت السويد وروسيا هدنة بلوسا فتحصلت السويد على معظم إنغريا وشمال ليفونيا مع الاحتفاظ بدوقية استونيا.

## 1577-1570: الهيمنة الروسية ومملكة ليفونيا
خلال أوائل سبعينات القرن السادس عشر، واجه يوهان الثالث ملك السويد هجوماً روسياً على مواقعه في استونيا. صمدت ريفال في وجه الحصار الروسي عامي 1570 و1571، إلا أن القوات الروسية استولت على العديد من المدن الأصغر. انتهى التقدم الروسي بنهب فيسنستاين (بايده) عام 1573، حيث وبعد الاستيلاء عليها، أحرقت قوات الاحتلال بعض قادة الحامية السويدية وهم أحياء، بمن فيهم قائدها. فجهز يوهان الثالث حملة انتقامية تركزت على فسنبرغ (راكفيري)، وتوجهت إليها في نوفمبر 1573 بقيادة كلاس أوكيسون توت (الأكبر) وبونتوس دو لا غاردي قائداً ميدانياً. كانت هنالك أيضاً غارات روسية في فنلندا، وصلت إحداها حتى هلسنفورس (هلسنكي) عام 1572. تم التوقيع على هدنة لمدة عامين في هذه الجبهة سنة 1575.
توقف هجوم يوهان الثالث المضاد عند حصار فسنبرغ سنة 1574 عندما تحولت الوحدات الألمانية والاسكتلندية من الجيش السويدي لتتقاتل ضد بعضها. كما يعزى هذا الفشل إلى صعوبة القتال في ظروف الشتاء القاسي، لا سيما بالنسبة للمشاة. شكلت الحرب في ليفونيا عبئاً مالياً كبيراً بالنسبة للسويد، وبحلول نهاية العام 1573 استحق المرتزقة الألمان لدى السويد مبلغ 200,000 دالر سويدي. فأعطاهم يوهان الثالث قلاع هابسالو، وليهولا ولوده كضمان ولما فشل بالسداد تم بيعها إلى الدنمارك.
في ذات الوقت، تعثرت جهود ماغنوس بمحاصرة ريفال التي تسيطر عليها السويديون، دون دعم لا من إيفان ولا من شقيقه فرديرك الثاني. فقد تركز اهتمام إيفان في مكان آخر في حين ربما نبع تردد فرديرك من روح جديدة من الوحدة السويدية الدنماركية، ما جعله غير راغب في غزو ليفونيا باسم ماغنوس، التابعة دولته لروسيا. تم فك الحصار في مارس 1561 بتصاعد العمليات السويدية في البلطيق، ودعم سلبي من زغمونت صهر يوهان الثالث.
في الوقت نفسه دمر تتار القرم الأراضي الروسية وحرقوا ونهبو موسكو خلال الحروب الروسية القرمية. أصاب الجفاف والأوبئة الاقتصاد الروسي في مقتل في حين عطلت الأوبريتشنيا الحكومة تماماً. بعد هزيمة قوات القرم والنوغاي عام 1572، أُلغي الأوبريتشنيا ومعها تغيرت الطريقة التي تم بها تشكيل الجيوش الروسية. اتبع إيفان الرهيب إستراتيجية جديدة فاعتمد على عشرات الآلاف من الجنود من نفس الأرض، والقوزاق والتتار بدلا من بضعة آلاف من الجنود المهرة والمرتزقة، كما جرت العادة من خصومه.
وصلت حملة ايفان ذروتها عام 1576 عندما عبر 30,000 جندي روسي آخر إلى ليفونيا سنة 1577 ودمروا المناطق الدنماركية انتقاماً لاقتناء الدنماركيين لهابسالو وليهولا ولوده. توقف النفوذ الدنماركي في ليفونيا، كما قبل فرديرك التعامل مع السويد وبولندا لانهاء تورط الدنماركي الاسمي. تم محاصرة القوات السويدية في ريفال وهاجموا وسط ليفونيا وصولا إلى دونابورغ (داوغافبيلس)، رسمياً تحت السيطرة البولندية الليتوانية منذ 1561 معاهدة فيلنيوس. المناطق التي احتلتها إيفان الممنوحة له أو إلى تابعه ماغنوس، أعلنت فيها مملكة ليفونيا سنة 1570. انشق ماغنوس عن إيفان الرابع خلال العام نفسه، بعد أن بدأ إلى القلاع المناسبة دون التشاور مع القيصر. عندما مـُنحت كوكنهوسن (كوكنس) إلى ماغنوس لتجنب قتال جيش إيفان الرابع، نهب القيصر المدينة وأعدم قادتها الألمان. ركزت الحملة بعد ذلك على فندن (تسيس)، " قلب ليفونيا"، والتي كعاصمة سابقة لفرسان ليفونيا لم يكن لها أهمية إستراتيجية فحسب، بل أيضاً رمزية لليفونيا نفسها.

## ما بعد الحرب
شهدت دوقية كورلند وسميغاليا جنوب نهر دونا فترة من الاستقرار السياسي استنادا إلى معاهدة فيلنيوس لعام 1561، وتعديلها لاحقًا بمرسومين عام 1617، والتي منحت النبلاء الأصليين حقوقاً إضافية على نفقة الدوق. في شمال نهر دونا، قلل باتوري من الامتيازات التي منحها سييسموند لدوقية ليفونيا، المتعلقة بالأراضي المستعادة كغنائم حرب. وتم خفض امتيازات ريغا بموجب معاهدة دروهتشن في 1581. أخذت البولندية تحل تدريجياً محل الألمانية كلغة إدارية وقلص إنشاء المقاطعات البولندية من الإدارة البلطيقية الألمانية. تبنى رجال الدين المحليون واليسوعيون في ليفونيا الاصلاح المضاد بمساعدة باتوري، الذي أعطى الكنيسة الكاثوليكية الرومية إيرادات وعقارات مصادرة من البروتستانت، وكذلك الشروع في حملة توظيف غير ناجحة بشكل كبير للمستعمرين الكاثوليك. ورغم هذه التدابير، لم يغير الليفونيون المذهبهم بشكل جماعي، بينما تم تهميش الطبقات الليفونية في بولندا ولتوانيا.
عام 1590، انتهت هدنة بلوسا الروسية السويدية واستئناف القتال، في حين أن التي تلت الحرب الروسية السويدية (1590-1595) انتهت مع معاهدة تويسينا، والتي بموجبها كان السويد للتنازل عن إنغريا وككسهولم إلى روسيا. بدأ تحالف السويدي البولندي لتنهار عندما التقى الملك البولندي والدوق الأكبر لتوانيا سييسموند الثالث، على النحو الذي كان وريث عرش السويدي باعتباره نجل الملك يوهان الثالث (توفي 1592) والملكة كتارينا ياغلون، مع المقاومة من فصيل بقيادة عمه، كارل سودرمانلند (لاحقاً الملك كارل التاسع)، الذي ادعى ريجنسي في السويد لنفسه. ينحدر السويد إلى حرب أهلية في عام 1597، تليها الحرب ضد سييسموند 1598-1599، التي انتهت مع ترسب سييسموند من قبل ريكسداغ الطبقات السويدي.
انتقل النبلاء المحليون إلى حماية كارل في عام 1600 عندما انتشر الصراع إلى ليفونيا، حيث حاول سييسموند دمج استونيا السويدية في دوقية ليفونيا. ثم طرد كارل القوات البولندية من استونيا وغزا الدوقية الليفونية، مبتدءاً سلسلة الحروب البولندية السويدية. وفي الوقت نفسه، تورطت روسيا في حرب أهلية على العرش الروسي الشاغر ("زمن المشاكل") عندما لم يغلب أي من المطالبين العديدين. أصبح هذا الصراع متشابكاً مع حملات الليفونية عندما تدخلت القوات السويدية والبولندية اللتوانية على طرفي النقيض، وهذا الأخير بدأت الحرب البولندية بلدية موسكو . تم طرد قوات شارل التاسع من يفونيا [ 106 ] بعد نكسات كبيرة في معاركتي كيركهولم (1605) وكلوشينو (1610). وخلال الحرب الإنغرية في وقت لاحق، كارل خليفة غوستافوس أدولفوس استعادت إنجريا وككسهولم التي تم التنازل رسميا إلى السويد بموجب معاهدة ستولبوفو سنة 1617 إلى جانب مع الجزء الأكبر من دوقية ليفونيا . في العام 1617 ، عندما السويد قد تعافى من حرب كالمار مع الدنمارك، تم القبض على عدة بلدات يفونيان، لكنها ظلت بارنو فقط تحت السيطرة السويدية بعد هجوم مضاد حملة ثانية البولندي الليتواني التي بدأت مع القبض على ريغا في 1621 وطردت القوات البولندية الليتوانية من معظم يفونيا، حيث تم إنشاء سلطان يفونيا السويدية . القوات السويدية ثم تقدمت من خلال رويال بروسيا وبولندا، ليتوانيا قبلت مكاسب السويدية في ليفونيا في معاهدة ألتمارك عام 1629.
تم التخلي عن مقاطعة أوشل الدنماركية إلى السويد بموجب معاهدة برومسبرو سنة 1645، التي أنهت حرب تورستنسون، والمسرح واحد من حرب الثلاثين عاما " . وقد استبقيت بعد السلام من أوليفا ومعاهدة كوبنهاغن، على حد سواء في 1660. وظلت الحالة دون تغيير حتى 1710 عندما استسلمت استونيا وليفونيا إلى روسيا خلال الحرب الشمالية العظمى، وهو إجراء رسمي في المعاهدة نيستاد (1721).